# 二碘化四羰基合铁(II)
二碘化四羰基合铁(II)是一种金属羰基配合物，化学式为Fe(CO)4I2，是非电解质，可溶于惰性的有机溶剂。

## 化学性质
二碘化四羰基合铁(II)在氢气气氛中加热，可以得到二碘化二羰基铁(II)，继续加热得到一碘化二羰基铁(I)，最后得到碘化铁(I)。
和碘在正己烷中反应，则得到碘化铁(III)。